# Frédérique Bernier
Frédérique Bernier est une écrivaine canadienne et professeure de littérature au Cégep de Saint-Laurent à Montréal. En 2020, son livre Hantises a remporté le Prix du Gouverneur général : études et essais de langue française. 

## Biographie
En plus d'être écrivaine, Frédérique Bernier est professeure de littérature au Cégep Saint-Laurent, situé à Montréal,. Après un baccalauréat en philosophie, elle a complété une maîtrise en littérature à l'Université de Montréal ainsi qu'un doctorat en littérature à l'Université McGill. 
Depuis 2023, Frédérique Bernier est membre du comité de rédaction de la revue Les écrits. Elle a également été membre du comité de rédaction des cahiers littéraires Contre-jour pendant près de dix ans auparavant. Elle a publié des textes dans de plusieurs périodiques québécois dont Spirale et Nouveau Projet.

## Œuvres
- Chimères, Montréal, Éditions Nota Bene, 2024[7].
- Bibliothèque de l'essai, Montréal, Éditions Nota bene, 2021. (Ouvrage collectif signé Contre-Jour[8])
- Hantises. Carnet de Frida Burns sur quelques morceaux de vie et de littérature, Montréal, Éditions Nota bene, collection « Miniatures », 2020[9].
- Créatures. Figures esthétiques de l'auto-engendrement, Montréal, Éditions Nota bene, 2012[10].

- La voix et l’os. Imaginaire de l'ascèse chez Saint-Denys Garneau et Samuel Beckett, Montréal, Presses de l'Université de Montréal, 2010[11].
- Les essais de Jacques Brault. De seuils en effacements, Montréal, Fides, 2004[12].

## Distinctions
- 2020 : Prix du Gouverneur général : études et essais de langue française pour Hantises[13],[14].